# San Jose Sharks
San Jose Sharks er et professionelt ishockeyhold der spiller i den bedste nordamerikanske række NHL. Klubben spiller sine hjemmekampe i HP Pavilion i San Jose, Californien, USA. Klubben spillede sin første sæson i NHL i sæsonen 1991-92. Det bedste resultat var i sæsonen 2015/2016 hvor man efter at have besejret Nashville Predators og St. Louis Blues tabte til Pittsburgh Penguins i Stanley Cup-finalen.

## Begyndelsen
Da San Jose blev tildelt et hold i NHL i 1991 vendte ishockeysporten tilbage til det nordlige Californien efter en pause på 15 år. I perioden fra 1967 til 1976 spillede Oakland Seals i ligaen uden succes hverken sportsligt eller tilskuermæssigt. I 1976 flyttede Oakland Seals til Cleveland og blev til Cleveland Barons. Efter bare to sæsoner i Ohio blev Cleveland Barons en del af Minnesota North Stars. Som en del af denne sammenslutning blev klubben nu ejet af George og Gordon Gund.
De to Gund-brødre havde længe ønsket at bringe ishockeysporten tilbage til det nordlige Californien og bad i 1980 NHL om tilladelse til at flytte Minnesota North Stars til San Jose hvor en ny arena var under opførelse. Dette blev dog afvist af NHL men som et kompromis fik de to brødre lov til at sælge Minnesota North Stars og få tildelt et nyt hold i San Jose. De to første sæsoner spillede man i Daly City udenfor San Francisco før man i 1993 flyttede til klubbens nuværende hjemmebane, dengang kendt under navnet San Jose Arena.

## Nuværende spillertrup (2007-08)
Pr. 5. juli 2008.
Målmænd
- 20  Evgeni Nabokov
- 33  Brian Boucher

Backer
- 3  Douglas Murray
- 4  Kyle McLaren
- 6  Brad Norton
- 10  Christian Ehrhoff
- 21  Alexei Semenov
- 44  Marc-Edouard Vlasic
- ??  Rob Blake
- ??  Dan Boyle
- ??  Brad Lukowich

Forwards
- 8  Joe Pavelski
- 9  Milan Michalek
- 11  Marcel Goc
- 12  Patrick Marleau – C
- 14  Jonathan Cheechoo
- 16  Devin Setoguchi
- 17  Torrey Mitchell
- 19  Joe Thornton – A
- 25  Mike Grier
- 26  Steve Bernier
- 27  Jeremy Roenick
- 29  Ryane Clowe
- 40  Maxim Lapierre
- 37  Curtis Brown
- 39  Tomas Plihal
- 45  Jody Shelley
- 47  Tom Cavanagh

## 'Fredede' numre
- 99 Wayne Gretzky, nummer fredet i hele NHL 6. februar, 2000